# 联合国安全理事会第1684号决议
联合国安理会1684号决议是2006年6月13日在联合国安全理事会第5455次会议通过的。这个决议是关于卢旺达问题国际法庭的。会议由丹麦代表主持，安理会的15个国家全部投了赞成票。
决议将国际法庭的12名法官的任职期限延长至2008年12月31日。

## 相关决议
- 联合国安理会1449号决议